# Валиханово (Павлодарская область)
Валиханово (каз. Уәлиханов) — село в Железинском районе Павлодарской области Казахстана. Расположено в 250 км к северу от областного центра — Павлодара и в 62 км к северо-востоку от районного центра — Железинки. Административный центр и единственный населённый пункт Валихановского сельского округа. Код КАТО — 554239100.
Село и станция были основаны в 1959 году при строительстве железной дороги в урочище Сарыагаш.

## Население
В 1985 году в селе жили 1247 человек. В 1999 году население села составляло 848 человек (420 мужчин и 428 женщин). По данным переписи 2009 года, в селе проживало 602 человека (302 мужчины и 300 женщин).